# Осоргіно (Уфимський район)
Осоргіно́ (рос. Осоргино, башк. Осоргино) — присілок у складі Уфимського району Башкортостану, Росія. Входить до складу Таптиковської сільської ради.
Населення — 238 осіб (2010; 185 в 2002).
Національний склад:
- росіяни — 80 %